# Ceramica araldica

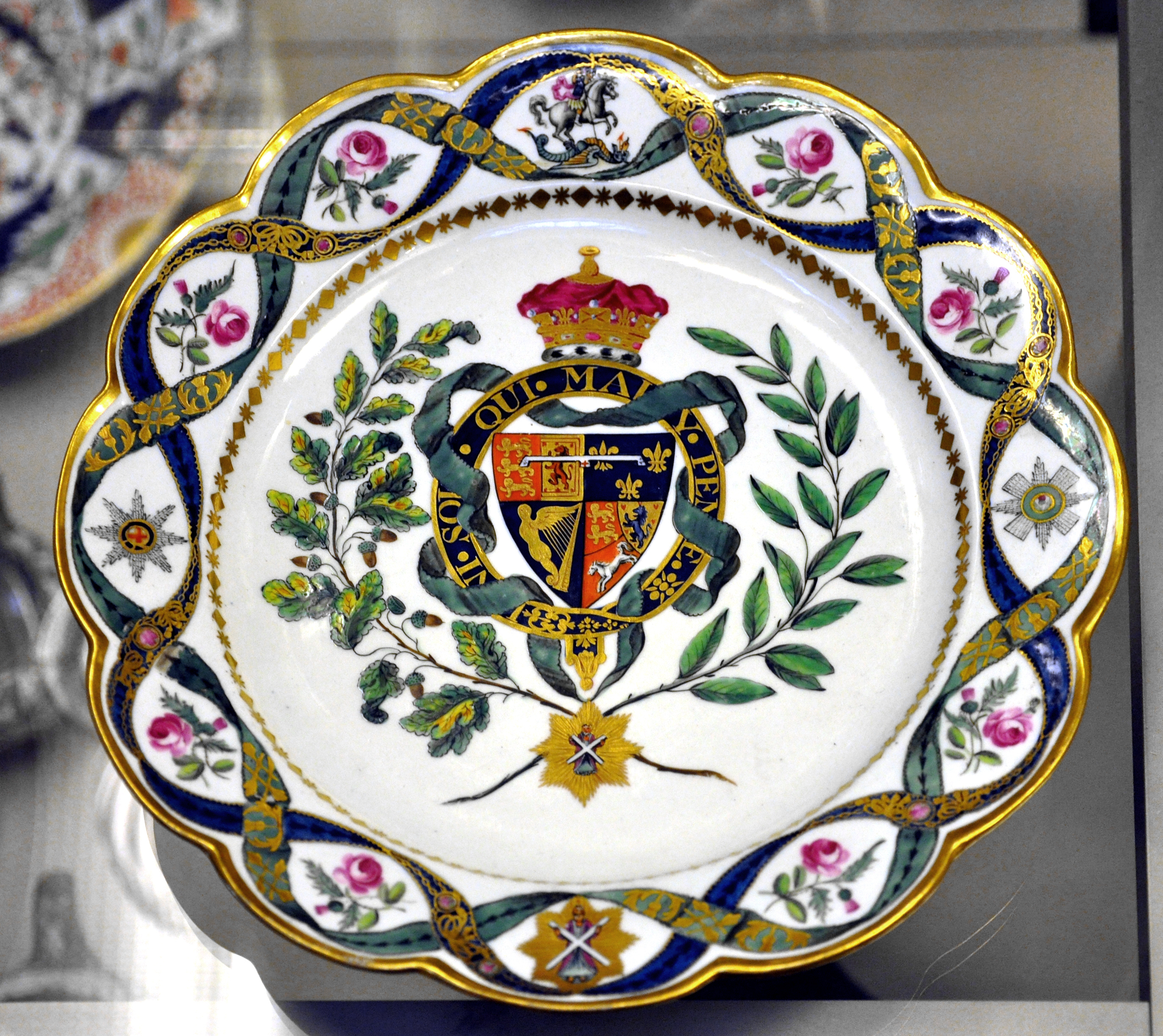
Piatto di porcellana in pasta morbida con lo stemma del duca di Clarence, futuro Guglielmo IV, 1789, porcellana di Worcester, fabbrica Flight, diametro: 24,6 cm.

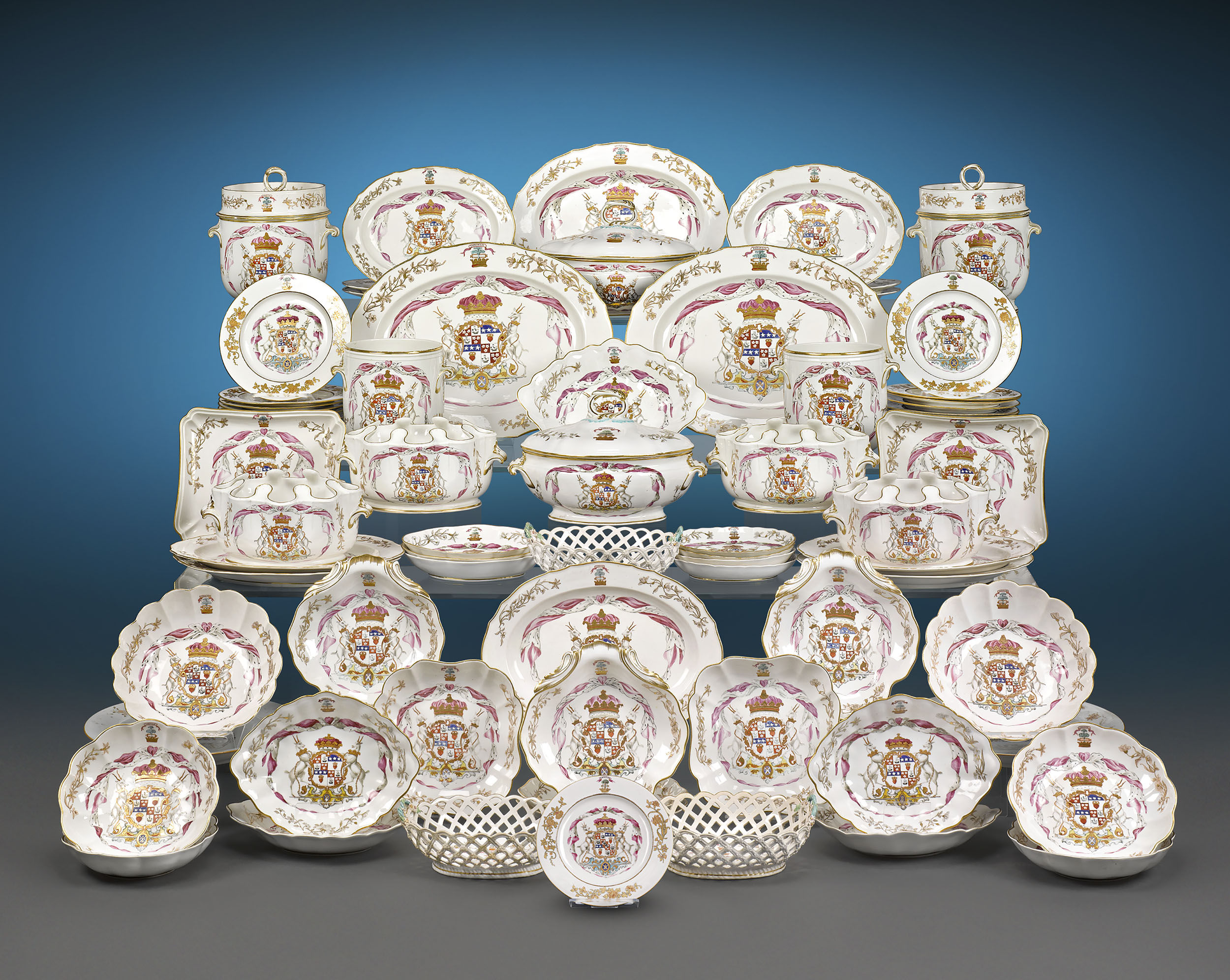
Servizio da tavola da 85 pezzi in porcellana di Derby per l'VIII duca di Hamilton, circa 1780-90

Con l'espressione «ceramica araldica» ci si riferisce a una particolare produzione di oggetti in ceramica recanti stemmi di famiglie, luoghi, istituzioni o altre realtà.

## Diffusione
Gli stemmi araldici sono popolari nella ceramica europea fin dal Medioevo, con esempi riscontrabili nella maiolica ispano-moresca, sulla maiolica italiana, nell'ingobbio, nella ceramica inglese e olandese di Delft o nella porcellana del XVIII secolo. Gli esempi precedenti erano per lo più pezzi di grandi dimensioni come brocche o bacinelle e caraffe, ma in seguito cominciarono ad essere prodotti interi servizi da tavola.
Anche le stoviglie da tavola in argento avevano spesso degli stemmi incisi, ma poiché la porcellana sostituì il metallo come materiale preferito per le stoviglie d'élite nel XVIII secolo, la porcellana araldica divenne molto popolare. Quando si usava la decorazione soprasmalto, la fabbrica di ceramiche poteva produrre la ceramica vetrinata senza lo stemma, che veniva poi aggiunto quando si riceveva una commessa.

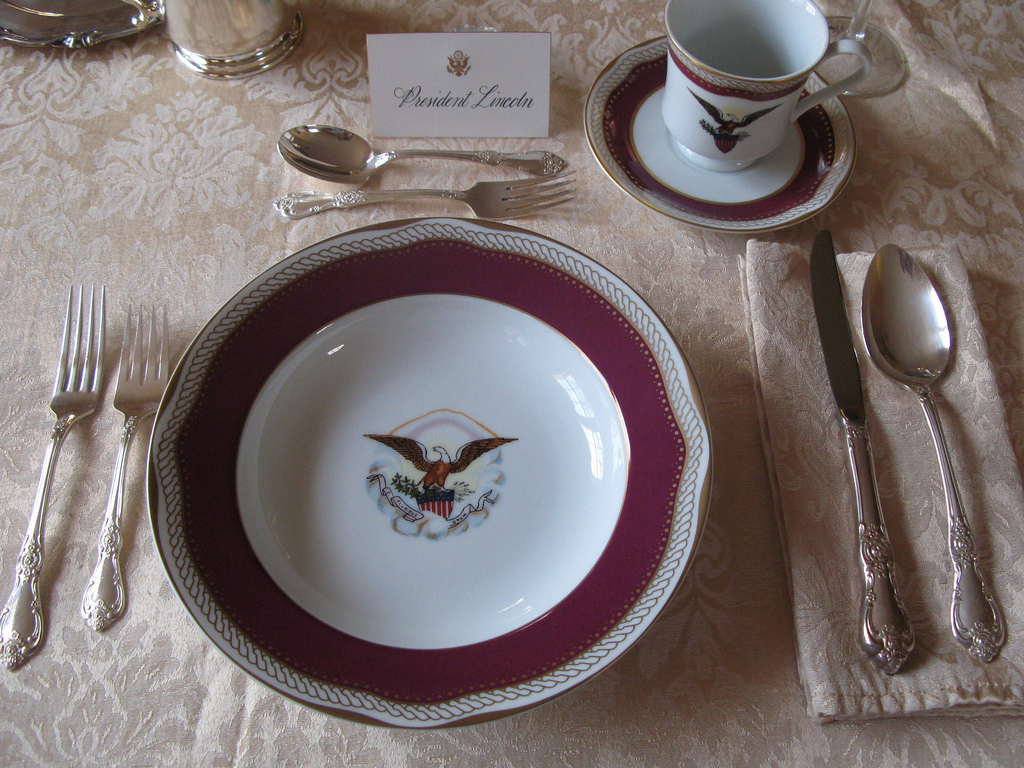
Riproduzione della porcellana della Casa Bianca (White House china) con lo stemma degli Stati Uniti

Il termine è molto spesso associato alla porcellana cinese da esportazione, spesso decorata con gli stemmi e i blasoni di famiglie europee e americane dalla fine del XVII secolo fino al XIX secolo. Un dipinto dello stemma era inviato in Cina, e dopo un considerevole periodo arrivava il servizio dipinto. I clienti britannici importarono circa 4.000 servizi dal 1695 fino al 1820, quando una nuova tassa proibitiva bloccò il commercio, poiché il governo britannico cercava di proteggere le fabbriche di ceramiche nazionali.
Le ceramiche araldiche erano, e sono ancora di più, spesso usate solo a tavola in occasioni speciali. I piatti araldici olandesi del XVII secolo sono chiamati «wapenborden» e venivano comunemente venduti con emblemi ricorrenti che non possono essere ricondotti a nessuna famiglia specifica.

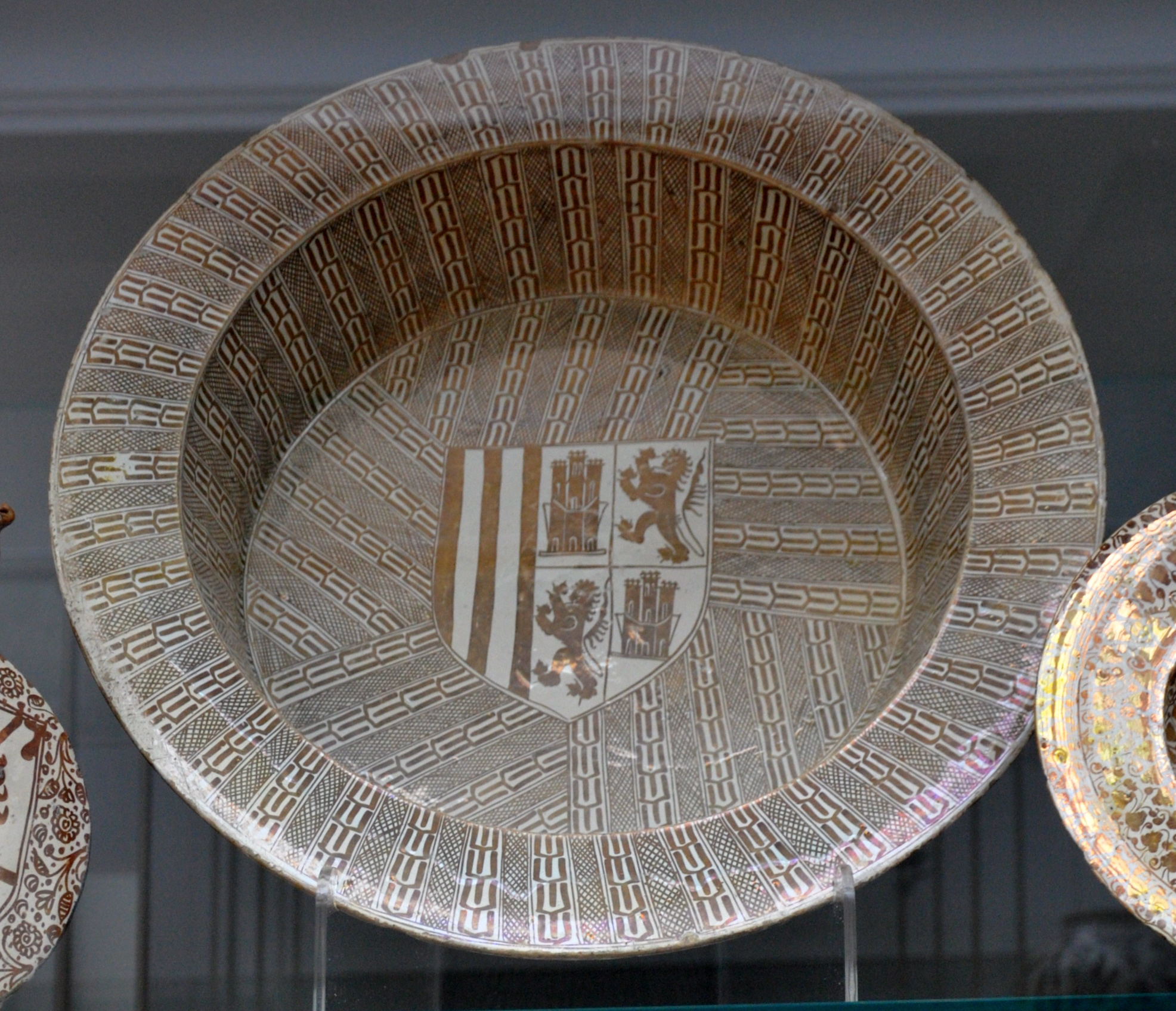
Maiolica ispano-moresca, Manises, bacinella con lo stemma di Maria di Castiglia, prima del 1458
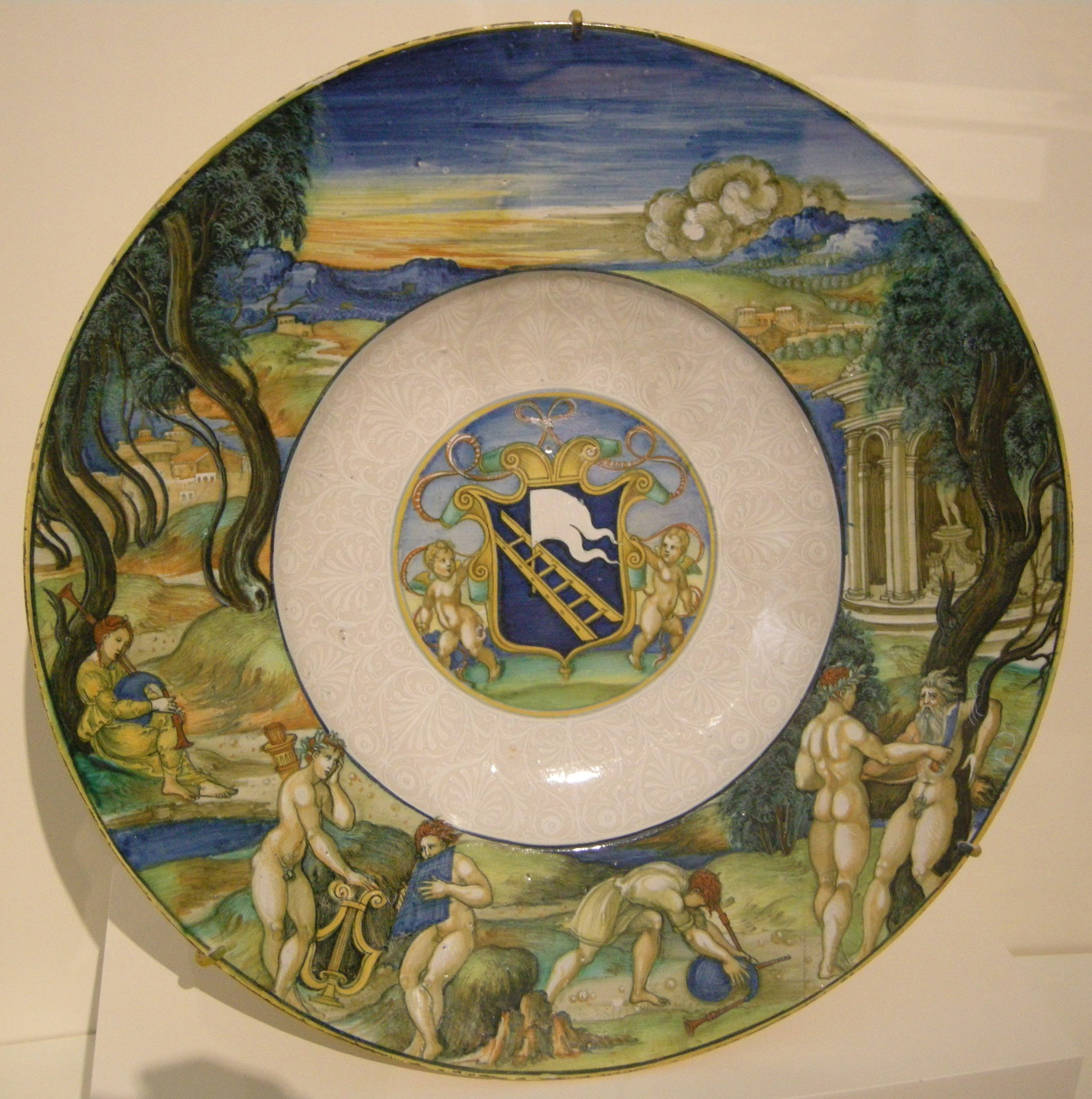
Piatto in maiolica italiana di Nicola da Urbino, c. 1525, con la storia di Marsia
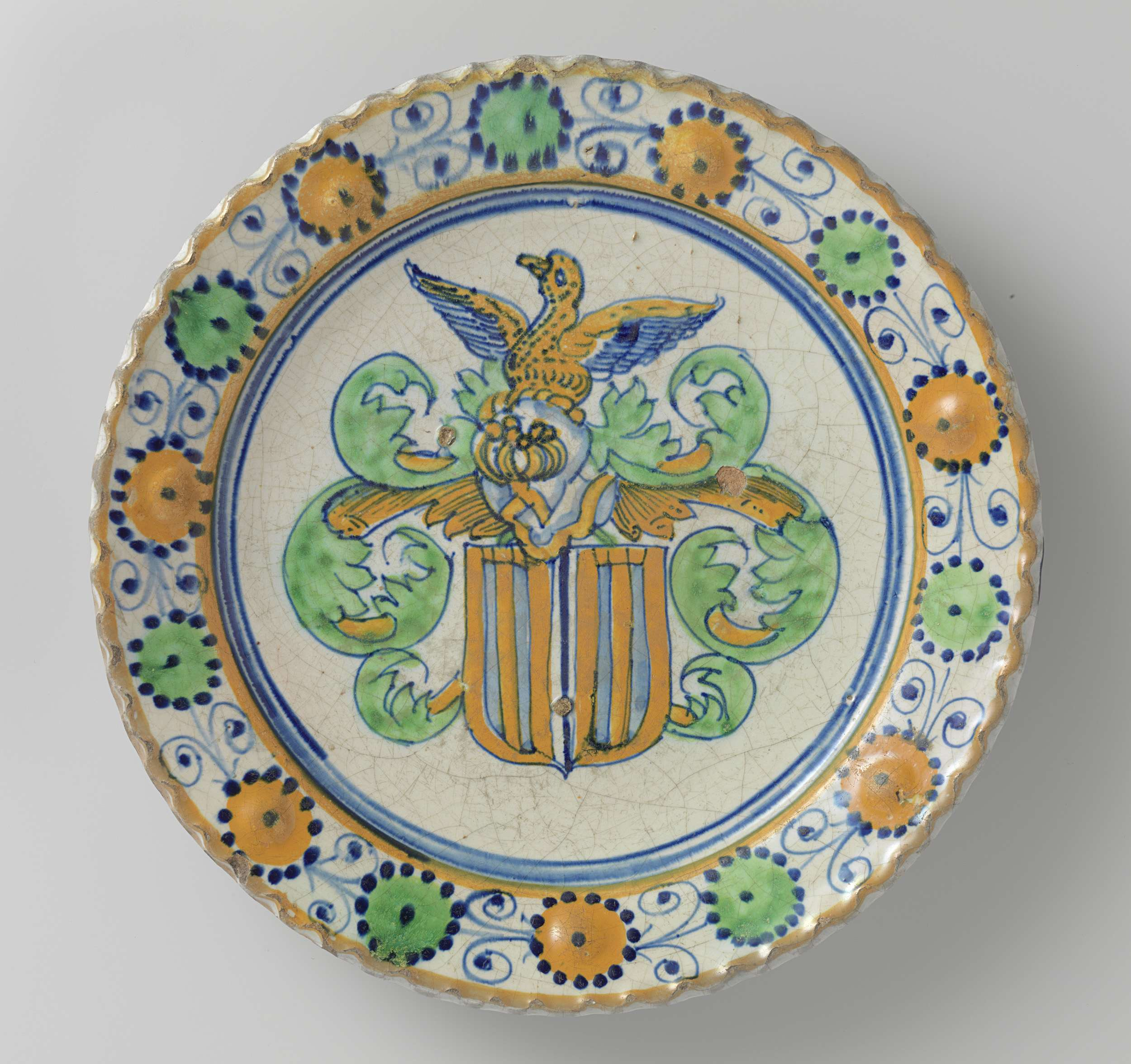
Piatto araldico olandese, Rijksmuseum, 1620 - ca. 1640
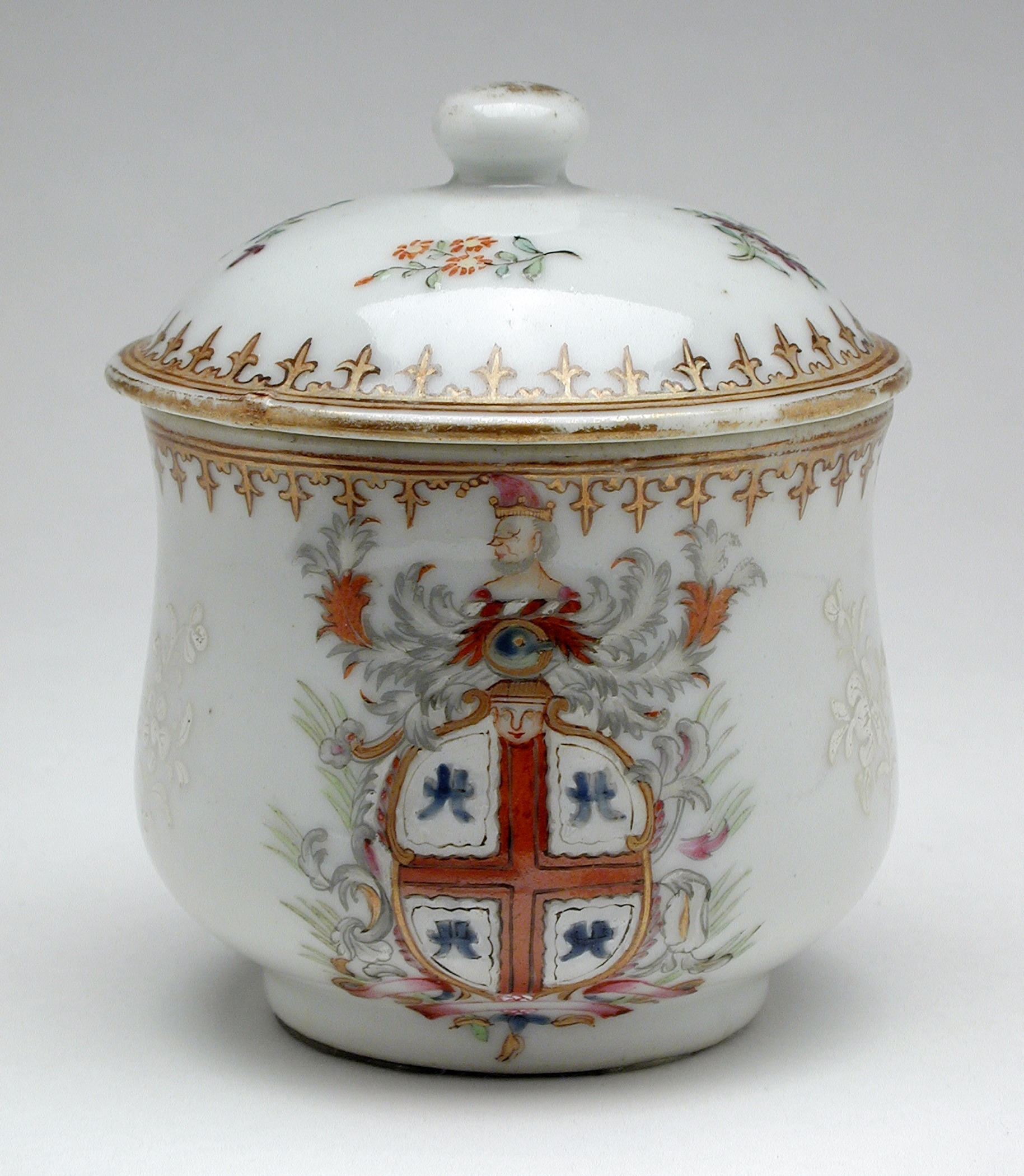
Coppa per crema pasticciera cinese, c. 1750
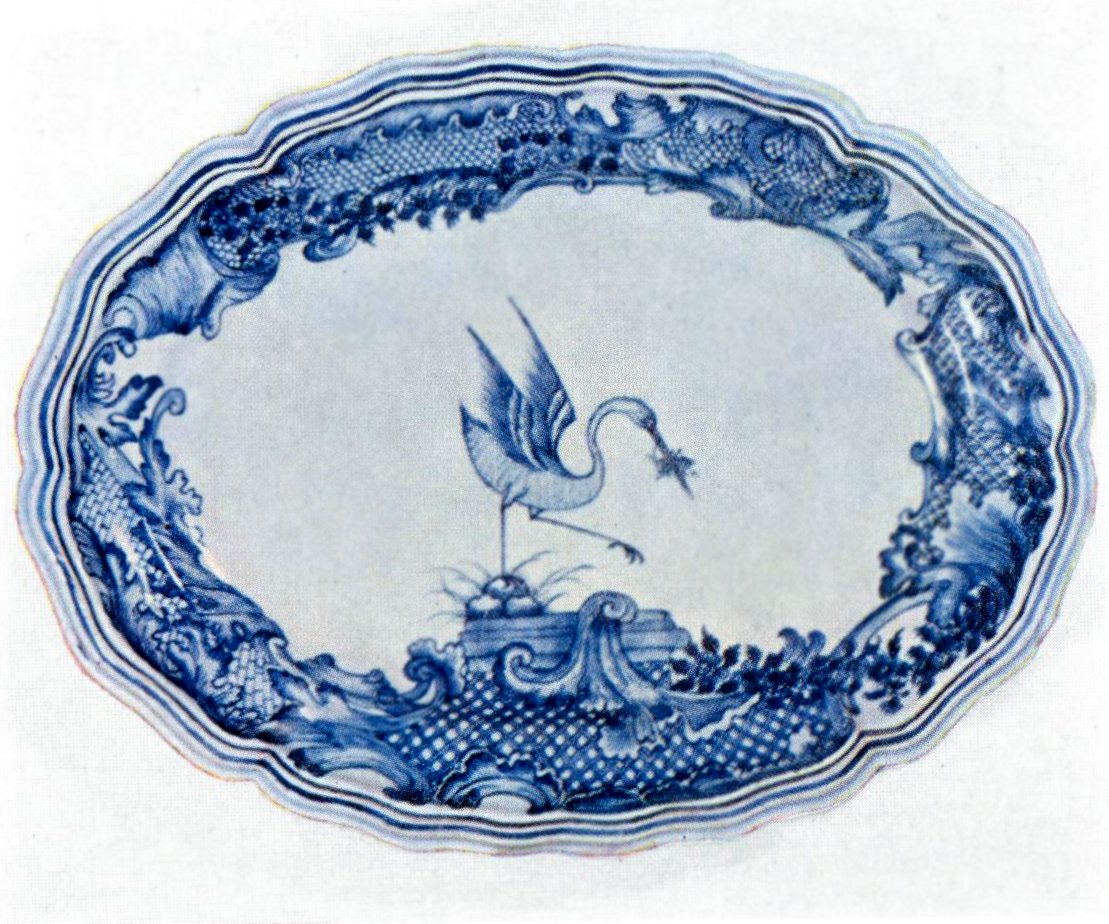
Piatto per la famiglia svedese Grill, Cina, XVIII secolo
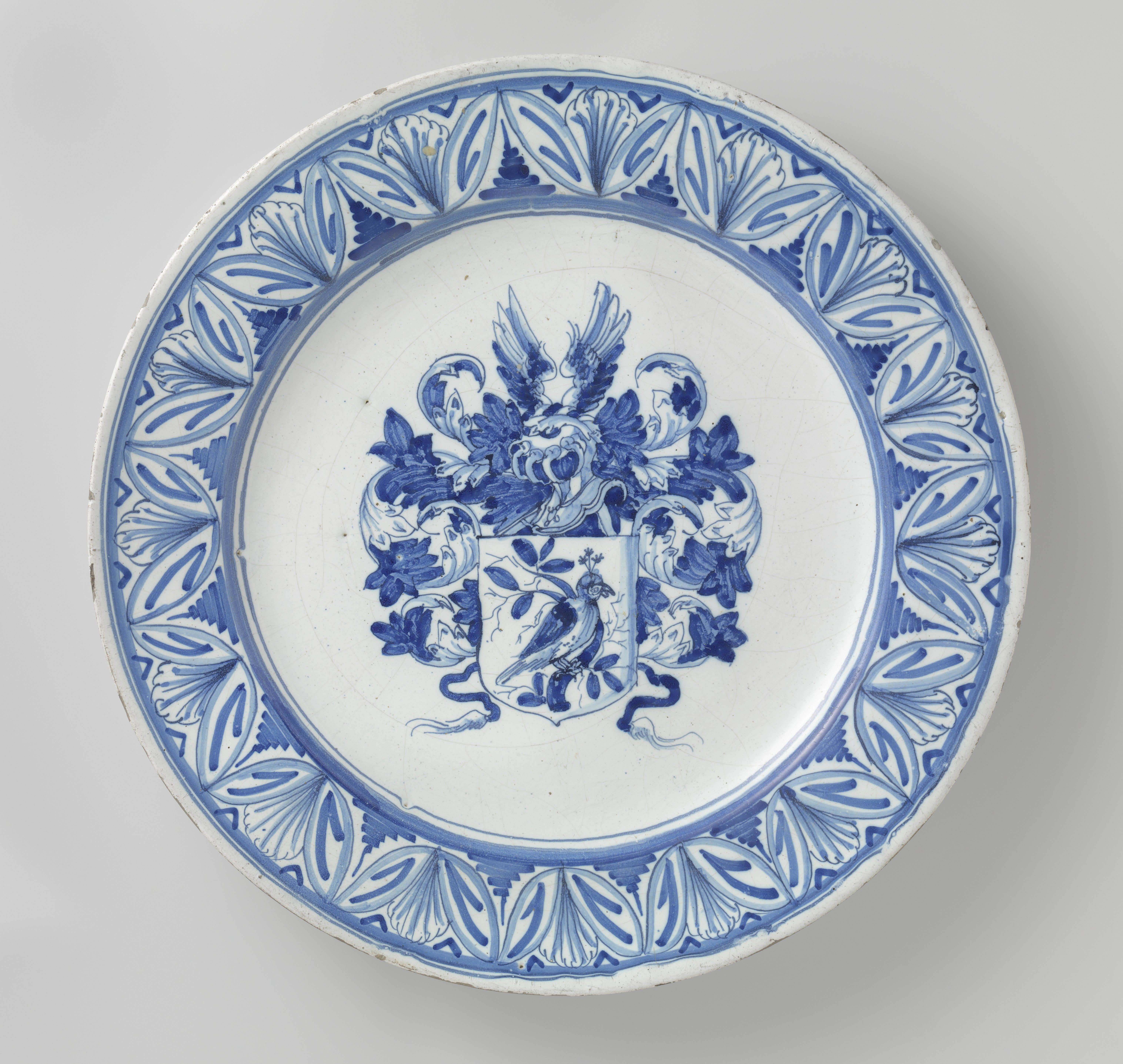
Piatto araldico di Haarlem, Rijksmuseum, 1645-1655